# San Carlos (Verne)
San Carlos ist eine Kurzgeschichte des französischen Autors Jules Verne. Sie entstand um 1860/61, wurde jedoch zu Lebzeiten des Autors nicht veröffentlicht. Die Erzählung erschien erstmals 1991 in Frankreich.  

## Handlung
Die Erzählung spielt in den Pyrenäen und beschreibt den Kampf des Zigarrenschmugglers San Carlos und seiner Bande gegen die Zollbehörde. François Dubois, der Chef der Zollbeamten, hat sich unter die Truppe gemischt; dennoch erreichen die Schmuggler die Grenze. Als sie vom Zoll überrascht werden, gelingt es ihnen, ihre Ware mithilfe eines Tauchbootes in Sicherheit zu bringen. 

## Ausgaben
- Jules Verne: San Carlos (Übersetzung Gerd Frank). Edition Dornbrunnen, 2019, ISBN 978-3-943275-40-7.